# Edward O. Wolcott
Edward Oliver Wolcott, född 26 mars 1848 i Longmeadow i Massachusetts, död 1 mars 1905 i Monte Carlo, var en amerikansk republikansk politiker. Han representerade delstaten Colorado i USA:s senat 1889-1901.
Wolcott deltog i amerikanska inbördeskriget i nordstaternas armé och studerade sedan vid Yale College. Han avlade 1875 juristexamen vid Harvard Law School.
Wolcott arbetade som lärare och som advokat i Colorado. Han var ledamot av delstatens senat 1879-1882. Han efterträdde 1889 Thomas M. Bowen som senator för Colorado. Han omvaldes 1895. Han ställde upp för omval efter två mandatperioder i senaten men besegrades av demokraten Thomas M. Patterson.
Efter sin tid som senator återvände Wolcott till arbetet som advokat i Denver. Han avled 1905 under en semesterresa i Monaco.